# Euxoa vartianica
Euxoa vartianica är en fjärilsart som beskrevs av Charles Boursin 1963. Euxoa vartianica ingår i släktet Euxoa och familjen nattflyn. Inga underarter finns listade i Catalogue of Life.